# FTL: Faster Than Light
FTL: Faster Than Light – komputerowa gra strategiczna niezależnego studia Subset Games wydana 14 września 2012.

## Rozgrywka
Gracz steruje statkiem kosmicznym uciekającym przed wrogą flotą. Celem gry jest zniszczenie statku flagowego rebeliantów. Rozgrywka kończy się przegraną gracza, jeżeli wytrzymałość kadłuba jego statku spadnie do zera. Akcja odbywa się w losowo generowanej galaktyce złożonej z sektorów. Statek gracza musi pokonać siedem z nich, aby dotrzeć do ósmego, gdzie odbywa się bitwa ze statkiem flagowym.
Początkowo gracz ma do wyboru tylko jeden model statku, ale może odblokowywać kolejne, wykonując specjalne misje poboczne podczas wcześniejszych podejść lub wygrywając grę wcześniej odblokowanym statkiem. Każdy statek ma oprócz swojego głównego wariantu (A), wariant dodatkowy (B), odblokowywany przez wykonanie dwóch z trzech wyzwań specyficznych dla niego. Podczas rozgrywki gracz może kontrolować obsadzenie stanowisk przez załogę, cele jakie mają atakować systemy uzbrojenia, rozłożenie energii na podsystemy statku i cele kolejnych skoków nadświetlnych.
Poza niebezpiecznymi sytuacjami (jak znajdowanie się w polu asteroid lub uczestnictwo w bitwie) można także ulepszać podsystemy statku przy pomocy złomu, który jest zbierany podczas gry. Złom jest także wykorzystywany jako waluta w sklepach, w których można zrekrutować nowych członków załogi, nabyć nowe podsystemy, broń, drony, paliwo, pociski, a także naprawić kadłub statku. Załoganci mogą być przedstawicielami różnych gatunków kosmitów, każdy ze specjalnymi zdolnościami. Załoganci zdobywają doświadczenie w dziedzinie, w której pracują, dzięki czemu z czasem wykonują te zadania z większą efektywnością.

## FTL: Advanced Edition
3 kwietnia 2014 Subset Games wydało darmowy dodatek do gry zatytułowany FTL: Advanced Edition. Dodaje on kilka podsystemów do statków, nowe gatunki obcych, nowe statki, nowe zdarzenia, a także „wariant C“ do statków dostępnych już w podstawowej wersji. Zawartość z Advanced Edition można włączyć lub wyłączyć podczas rozpoczynania nowego podejścia do gry.